# Justizpalast (Falaise)
Das Justizgebäude, Palais de Justice, befand sich in der heutigen Rue Gambetta in Falaise, einer französischen Gemeinde im Département Calvados in der Region Normandie und wurde im 18. Jahrhundert errichtet. Das Gebäude wurde 1927 als Monument historique auf die Liste der Baudenkmäler in Frankreich gesetzt.
Bei der Operation Overlord wurde das Gebäude durch Bomben im Jahr 1944 so sehr geschädigt, dass es abgetragen werden musste. 